# Chikkamulagudu, Malavalli
Chikkamulagudu là một làng thuộc tehsil Malavalli, huyện Mandya, bang Karnataka, Ấn Độ.